# Massirachys mariae
Genre
Genre
Massirachys mariae, unique représentant du genre Massirachys, est une espèce de coléoptères de la famille des Cerambycidae.

## Description
Dans sa description de 1878, Thomson indique que l'holotype de Massirachys mariae mesure 70 mm et est large de 18 mm. Et précise « entièrement brunâtre-soyeux, pubescent, orné de taches irrégulières éparses de même couleur mais plus brillantes ».

## Classification
Le genre Massirachys a été créé en 2017 par Francesco Vitali (d), Xavier Gouverneur (d) et Gérard Chemin (d),.
L'espèce Massirachys mariae a été décrite pour la première fois en 1878 par James Thomson (1828-1897) sous le protonyme Pachydissus mariae ,.
Massirachys mariae a pour synonymes :
- Pachydissus mariae Thomson, 1878
- Aeolesthes mariae (Thomson, 1878)
- Massicus subregularis Schwarzer, 1931
- Neocerambyx subregularis (Schwarzer, 1931)

### Étymologie
Le nom générique masculin, Massirachys, est la combinaison des genres Massicus et Trirachys.
James Thomson ne précise pas l'étymologie de l'épithète spécifique mariae qui, par son suffixe en ae, fait certainement référence à une femme.

### Publications originales
- Genre Massirachys :
  - Francesco Vitali, Xavier Gouverneur et Gérard Chemin, « Revision of the tribe Cerambycini: redefinition of the genera Trirachys Hope, 1843, Aeolesthes Gahan, 1890 and Pseudaeolesthes Plavilstshikov, 1931 », Les Cahiers Magellanes. Hors-série, vol. 26,‎ 2017, p. 40-50 (ISSN 1625-2764, OCLC 1442471601, lire en ligne).
- Espèce Massirachys mariae, sous le taxon Pachydissus mariae :
  - (la + fr) Thomson, « Typi cerambycidarum (2e mémoire) - Cerambycitae », Revue et magasin de zoologie pure et appliquée, Paris, Inconnu, vol. 6,‎ 1878, p. 1-33 (ISSN 1259-6523 et 2540-5020, BNF 32859507, lire en ligne).